# Wilhelm August Gottlieb Hindenburg
Wilhelm August Gottlieb (von) Hindenburg (21. august 1795 i Fredericia – 15. maj 1880) var en dansk officer.
Han var søn af oberstløjtnant ved Fynske Infanteriregiment Johan Philip Hindenburg og Louise Beate Johanne f. Wesenberg. Han blev i sit 14. år landkadet, sekondløjtnant 1811 og det følgende år ansat ved 1. Jyske Infanteriregiment, hvor han 1820 avancerede til premierløjtnant og 1830 til stabskaptajn. I de følgende 11 år forrettede han tillige tjeneste som regimentsadjudant og gjorde sig som sådan bemærket ved sin administrative duelighed. 1842 blev Hindenburg forsat til 7. bataljon og i februar 1848 udnævnt til major ved, efter slaget ved Slesvig til kommandør for 2. bataljon, hvilken afdeling han med stor hæder førte i de 3 krigsår. Ved alle betydningsfulde lejligheder: ved Nybøl og Dybbøl i 1848, ved Fredericia i 1849, ved Helligbæk og Isted i 1850, var «2. lette» stedse at finde blandt de bataljoner, der kæmpede i forreste linje. Hindenburg, der 1849 var blevet udnævnt til oberstløjtnant og 1853 blev oberst, beholdt kommandoen over 2. bataljon indtil 1860, da han indtrådte som medlem af den rådgivende komité
under Krigsministeriet, idet der samtidig tildeltes ham Kommandørkorset af Dannebrogordenen. I sommeren 1863 beklædte Hindenburg posten som forstander for den i København oprettede infanterieksercerskole. Ved udgangen af året fik han afsked af krigstjenesten med karakter som generalmajor.
Hindenburg havde 14. december 1832 ægtet Johanne Marie Margrethe Lorentzen (1807-1875), datter af regimentskirurg,
dr.med. Johannes Lorentzen (1774-1807) i Dansk Vestindien og Johanne Marie “Hanne” Heinrich (1771-1808). Han døde 15. maj 1880.

## Gengivelser
Der findes et fotografi samt (jf. Samlinger til en beskrivende Catalog over Portraiter af Danske, Norske og Holstenere):
- 1156. Brb. en face t. Høire, i Uniform, dec. med begge Danebrogskorsene. 4" 10’" h. L.A. Smith del. Em. Bærentzen & Co. lith. Inst. Underskrift: W.A.G. Hindenburg. Udg. og forlagt af L.J. Flamand.